# Juan Luis Vázquez Suárez
Juan Luis Vázquez Suárez (Oviedo, 26 de julio de 1946), fue catedrático de matemática aplicada en el Departamento de Matemáticas de la Facultad de Ciencias de la Universidad Autónoma de Madrid hasta 2016, y es ahora profesor emérito en la misma universidad. Líder en el campo de las ecuaciones diferenciales en derivadas parciales y sus aplicaciones. 

## Biografía
Entre los años 1964/69 realiza estudios de Telecomunicaciones en la Escuela Técnica Superior de Ingenieros de Telecomunicación de Madrid. Licenciado en Matemáticas por la Universidad Complutense de Madrid obtuvo el doctorado en la misma en 1979. Durante dos años 1996/98 fue presidente de la Sociedad Española de Matemática Aplicada. Destacado investigador en áreas concretas de las matemáticas como las Ecuaciones en derivadas parciales no lineales y sus aplicaciones. 
Es autor de numerosos artículos de investigación en publicaciones científicas como Archive for Rational Mechanics and Analysis, Communications in Pure and Applied Mathematics, Journal de mathématiques pures et appliquées, Advances in Mathematics y otras.
Ha sido nominado en 2003 en la lista de Thomson Reuters Highly Cited Scientist 2003 y ha obtenido el Premio Nacional de Investigación Julio Rey Pastor también en 2003.
Participó como conferenciante plenario en el Congreso Internacional de Matemáticos en el año 2006 con la conferencia titulada Nonlinear difusión, from analysis to physics and geometry.
En 2012 ha sido nombrado Fellow de American Mathematical Society.
En 2014 fue investido miembro numerario de la Real Academia de Ciencias Exactas, Físicas y Naturales española.
En 2015 fue nombrado doctor honoris causa por la Universidad de Oviedo.
En 2018 recibió la medalla de la Real Sociedad Matemática Española.

## Áreas de trabajo
Vázquez es un experto en el análisis de Ecuaciones en Derivadas Parciales, especialmente no lineales, con contribuciones relevantes en temas como: Ecuaciones de difusión, ecuaciones de filtración en medios porosos. Estudio matemático de los procesos con fronteras libres y cambio de fase. Soluciones especiales, autosemejanza y métodos asintóticos. Problemas de explosión (blow-up). Difusión no local y operadores laplacianos fraccionarios. Ecuaciones en derivadas parciales y geometría riemanniana. Métodos de entropía y desigualdades funcionales.

## Obra
Ha publicado más de 300 artículos en revistas especializadas y su libro The Porous Medium Equation es una referencia en el campo. Ha escrito diversos trabajos de divulgación y biografías de científicos.
- The Porous Medium Equation. Mathematical Theory. Oxford University Press, ISBN 0-19-856903-3, ISBN 978-0-19-856903-9, Publication date: october 2006, Clarendon Press, 648 pages, 234x156 mm. Series: Oxford Mathematical Monographs.

- Smoothing and Decay Estimates for Nonlinear Diffusion Equations. Equations of Porous Medium Type. Oxford University Press, ISBN 0-19-920297-4, ISBN 978-0-19-920297-3,August 2006, 248 pages, 234x156 mm, Oxford Lecture Series.

- A Stability Technique for Evolution Partial Differential Equations. A Dynamical Systems Approach. PNLDE 56 (Progress in Non-Linear Differential Equations and Their Applications), Birkhäuser Verlag, 2003, 391 pages.(with V.A. Galaktionov.)

- Recent Trends in Partial Differential Equations.American Mathematical Society, ISBN 0-8218-3891-1 ISBN 978-0-8218-3891-4 Publication date: 31 de agosto de 2006, 123 pages, Series: Contemporary Mathematics number 409; (with X. Cabré and J.A. Carrillo)

## Publicaciones más relevantes en revistas internacionales
1. Thermal avalanche for blowup solutions of semilinear heat equations, Comm. Pure Appl. Math. 57 (2004), no. 1, 59--98 (with F. Quirós and J.D. Rossi.)
2. Geometrical properties of solutions of the porous medium equation for large times, Indiana Univ. Math. J. 52 (2003), no. 4, 991--1016 (with K-A. Lee.)
3. The Hardy inequality and the asymptotic behaviour of the heat equation with an inverse-square potential, J. Funct. Anal. 173 (2000), no. 1, 103--153 (with E. Zuazua.)
4. Continuation of blowup solutions of nonlinear heat equations in several space dimensions, Comm. Pure Appl. Math. 50 (1997), no. 1, 1--67 (with V.A. Galaktionov.)
5. Blow-up solutions of some nonlinear elliptic problems, Rev. Mat. Univ. Complut. Madrid 10 (1997), no. 2, 443--469 (with H. Brezis.)
6. An L1-theory of existence and uniqueness of solutions of nonlinear elliptic equations, Ann. Scuola Norm. Sup. Pisa Cl. Sci. (4) 22 (1995), no. 2, 241--273 (with P. Benilan, L. Boccardo, T. Gallouët, R. Gariepy, M. Pierre.)
7. A free-boundary problem for the heat equation arising in flame propagation, Trans. Amer. Math. Soc. 347 (1995), no. 2, 411--441 (with L.A. Caffarelli.)
8. On the stability or instability of the singular solution of the semilinear heat equation with exponential reaction term, Arch. Rational Mech. Anal. 129 (1995), no. 3, 201--224 (with I. Peral.)
9. Nonexistence of solutions for nonlinear heat equations of fast-diffusion type, J. Math. Pures Appl. (9) 71 (1992), no. 6, 503--526
10. Asymptotic behaviour of nonlinear parabolic equations with critical exponents.A dynamical systems approach, J. Funct. Anal. 100 (1991), no. 2, 435--462 (with V.A. Galaktionov.)
11. Eventual C^\infty-regularity and concavity for flows in one-dimensional porous media, Arch. Rational Mech. Anal. 99 (1987), no. 4, 329--348 (with D.G. Aronson.)
12. A strong maximum principle for some quasilinear elliptic equations, Appl. Math. Optim. 12 (1984), no. 3, 191--202
13. Asymptotic behaviour and propagation properties of the one-dimensional flow of gas in a porous medium, Trans. Amer. Math. Soc. 277 (1983), no. 2, 507--527